# Challenger de Mersin 2013
El torneo Mersin Cup 2013 es un torneo profesional de tenis. Pertenece al ATP Challenger Series 2013. Se disputará su 2ª edición sobre tierra batida, en Mersin, Turquía entre el 8 y el 14 de abril de 2013.

## Jugadores participantes del cuadro de individuales

### Cabezas de serie
| País                   | Jugador               | Rank1 | Favorito |
| Bandera de Austria     | Andreas Haider-Maurer | 116   | 1        |
| Bandera de Alemania    | Jan-Lennard Struff    | 117   | 2        |
| Bandera de Bielorrusia | Uladzimir Ignatik     | 148   | 3        |
| Bandera de Serbia      | Dušan Lajović         | 153   | 4        |
| Bandera de Kazajistán  | Mikhail Kukushkin     | 156   | 5        |
| Bandera de Alemania    | Simon Greul           | 157   | 6        |
| Bandera de Francia     | Stéphane Robert       | 181   | 7        |
| Bandera de Alemania    | Dominik Meffert       | 186   | 8        |
| ---------------------- | --------------------- | ----- | -------- |

- 1 Se ha tomado en cuenta el ranking del día 1 de abril de 2013.

### Otros participantes
Los siguientes jugadores recibieron una invitación (wild card), por lo tanto ingresan directamente al cuadro principal:
- Tuna Altuna
- Cem İlkel
- Barkin Yalcinkale
- Anil Yuksel

Los siguientes jugadores ingresan al cuadro principal tras disputar el cuadro clasificatorio:
- Marcin Gawron
- Michael Linzer
- Jaroslav Pospíšil
- Marc Sieber

## Jugadores participantes en el cuadro de dobles

### Cabezas de serie
| País                       | Jugador          | País                       | Jugador              | Rank1 | Favorito |
| Bandera de Irlanda         | James Cluskey    | Bandera de Bielorrusia     | Uladzimir Ignatik    | 359   | 1        |
| Bandera de Moldavia        | Radu Albot       | Bandera de Ucrania         | Oleksandr Nedovyesov | 428   | 2        |
| Bandera de Italia          | Alessandro Motti | Bandera de Italia          | Simone Vagnozzi      | 488   | 3        |
| Bandera de República Checa | Jan Mertl        | Bandera de República Checa | Jaroslav Pospíšil    | 544   | 4        |
| -------------------------- | ---------------- | -------------------------- | -------------------- | ----- | -------- |

- 1 Se ha tomado en cuenta el ranking del día 1 de abril de 2013.

### Otros participantes
Los siguientes jugadores recibieron una invitación (wild card), por lo tanto ingresan directamente al cuadro principal:
- Haluk Akkoyun /  Marsel İlhan
- Durukan Durmuş /  Anil Yuksel
- Cem İlkel /  Efe Yurtacan

## Campeones

### Individual Masculino
- Jiří Veselý  derrotó en la final a  Simon Greul, 6–1, 6–1

### Dobles Masculino
- Andreas Beck /  Dominik Meffert derrotaron en la final a  Radu Albot /  Oleksandr Nedovyesov, 5–7, 6–3, [10–8]